# Ministerio de Comunicaciones (España)
El Ministerio de Comunicaciones fue un departamento ministerial del Gobierno de España que existió durante la Segunda República y la Guerra Civil. Originalmente, este ministerio poseía las funciones relativas al servicio postal, a los telégrafos y a la telefonía y radiocomunicaciones. Durante los primeros años de la república sus funciones fueron aumentando, incluyéndosele funciones sobre la aeronáutica, navegación y transportes aéreos. Posteriormente, en tiempos más cercanos a la guerra civil, asumió competencias sobre la marina mercante y otros transportes.

## Historia
Fue creado por primera vez nada más proclamarse la Segunda República, asumiendo las funciones que hasta entonces poseía la Dirección General de Correos y Telégrafos del Ministerio de Gobernación y otras relativas a telecomunicaciones del Ministerio de Gobernación, principalmente en lo fundamental a las relaciones con la Compañía Telefónica Nacional de España. Diego Martínez Barrio fue su primer ministro.
Unos meses después, en diciembre de 1931, Diego Martínez Barrio abandonó la cartera de comunicaciones y la asumió interinamente Santiago Casares Quiroga, ministro de la Gobernación, quien se mantuvo interinamente hasta abril de 1932 cuando se suprimió finalmente el Departamento y la Subsecretaría de Comunicaciones se integró en Gobernación. El Ministerio fue recuperado en septiembre de 1933 con Miquel Santaló i Parvorell a la cabeza.
Fue fusionado con Obras Públicas de nuevo en septiembre de 1935 bajo la presidencia de Joaquín Chapaprieta hasta febrero de 1936. Brevemente en este año, bajo las presidencias de Manuel Azaña, Augusto Barcia Trelles, Santiago Casares Quiroga, Diego Martínez Barrio, José Giral, volvieron a separarse y el departamento fue renombrado Ministerio de Comunicaciones y Marina Mercante hasta septiembre cuando volvió a su denominación tradicional simple. A penas dos meses después, en noviembre, volvió a añadir en su denominación a la Marina Mercante y en mayo de 1937 se fusionó con el Ministerio de Obras Públicas.
En abril de 1938 se separaron de nuevo y se hizo responsable de los transportes, denominándose Ministerio de Comunicaciones y Transporte hasta marzo de 1939 que se volvió a fusionar con Obras Públicas. Tras finalizar la guerra civil en abril de 1939, la dictadura franquista mantuvo las competencias en comunicaciones principalmente en el Ministerio de Gobernación.
Durante el Segundo y Tercer Gobierno Suárez sus competencias estuvieron en el Ministerio de Transportes y Comunicaciones y durante los gabinetes de Calvo-Sotelo y los primeros de Felipe González en el Ministerio de Transportes, Turismo y Comunicaciones hasta que en 1991 se fusiona con Obras Públicas dando lugar al Ministerio de Obras Públicas y Transportes. Actualmente las funciones se reparten entre el Ministerio de Fomento y el Ministerio para la Transformación Digital y de la Función Pública.